# 赤崎千夏
赤崎千夏（日语：／ Akasaki Chinatsu，1987年8月10日—）是日本女性聲優。隸屬於81 Produce。鹿兒島縣出身。
2018年8月10日，在社交平台上公佈已婚的消息。
2020年8月10日，在推特上公布生下兒子。

## 演出作品
※粗體是主要角色。

### 電視動畫
2010年
- 學生會長是女僕！（泳裝女子A、女孩子）
- K-ON!!（一年生）
- 偵探歌劇 少女福爾摩斯（女子學生A、發送面紙的人、主播）
- 爆漫王。（女子大學生）
- 可愛巧虎島（ナッチー）
- 戰鬥陀螺 鋼鐵奇兵（兒童C）

2011年
- 我們仍未知道那天所看見的花的名字。（女子生徒、女子学生）
- 最強武將傳 三國演義（侍女）
- 可愛巧虎島（鹿老師、強強）
- SKET DANCE（女學生、社員B）
- Sacred Seven（赤崎七海）
- Fate/Zero（女孩子）
- 放浪男孩（土谷）
- 純白交響曲（淺倉樹）
- 魔乳秘劍帖（店長、町娘A）

2012年
- 愛殺寶貝（折部安奈）
- 零之使魔F（巫女）
- 戰姬絕唱SYMPHOGEAR（板場弓美、學生C）
- 偵探歌劇 少女福爾摩斯 第2幕（女子學生）
- 要聽爸爸的話！（女子學生）
- 猛烈宇宙海賊（原田真希）
- 輪迴的拉格朗日（有里）
- 槍械少女！！（中三〈Hk33E〉、女學生A、女孩子C）
- Muv-Luv Alternative Total Eclipse（李玲美）
- TARI TARI（廣畑七惠）
- 中二病也想談戀愛！（丹生谷森夏）
- 心連·情結（中山真理子、女學生）

2013年
- 伊克西翁傳說 DT（少女）
- 我女友與青梅竹馬的慘烈修羅場（春咲千和）
- 琴浦小姐（麻衣、護士B）
- 百花繚亂 SAMURAI BRIDE（猿飛佐助）
- 寶石寵物 Happiness（和泉川涼子）
- 旋風管家Cuties（工作人員）
- 悠悠式（學生會長）
- 科學超電磁砲S（絹旗最愛）
- 戰姬絕唱SYMPHOGEAR G（板場弓美）
- 戀愛研究所（真木夏緒）
- Fantasista Doll（締兒[3]）
- 魔界王子 devils and realist（瑪莉亞〈少女〉）
- 神奇寶貝超級願望2 杰可羅拉冒險（耿鬼）
- 銀狐（池上由美）
- 神奇寶貝XY（喬伊、希特隆的掘掘兔）

2014年
- 咲-Saki- 全國篇（狩宿巴）
- 鄰座同學是怪咖（同學）
- 中二病也想談戀愛！戀（丹生谷森夏）
- selector infected WIXOSS（蒼井晶）
- 白銀的意志 ARGEVOLLEN（空野茜）
- 東京喰種（小坂依子）
- 星光樂園（法露露、醬子）
- 偽姬物語（有川輝夜、男孩子）
- selector spread WIXOSS（蒼井晶）
- TRINITY SEVEN 魔道書7使者（伊利雅）
- 我，要成為雙馬尾（神堂慧理那／黃馬尾）
- 臨時女友（甘利燈）

2015年
- 東京喰種√A（小坂依子）
- 不起眼女主角培育法（波島出海）
- 偶像大師 灰姑娘女孩（日野茜）
- 在地下城尋求邂逅是否搞錯了什麼（倭·命）
- 食戟之靈（薙切愛麗絲）
- 可塑性記憶（絹島滿）
- 戰姬絕唱SYMPHOGEAR GX（板場弓美）
- 學戰都市Asterisk（艾涅斯妲·裘奈）
- 落第騎士英雄譚（月夜見三日月、月夜見半月、月夜見滿月）
- 受讚頌者 虛偽的假面（杏樹）

2016年
- 只有我不存在的城市（片桐愛梨）
- 莉露莉露妖精～妖精之門～（澪）
- 學戰都市Asterisk 第2期（艾涅斯妲·裘奈）
- Re:從零開始的異世界生活（菲魯特）
- HUNDRED百武裝戰記（克勞蒂亞·洛耶提）
- 少年阿貝GO！GO！小芝麻（日语：少年アシベ）
- 食戟之靈 貳之皿（薙切愛麗絲）
- TABOO TATTOO－禁忌咒紋－（由美）
- 魔裝學園H×H（優莉西亞·法蘭德爾）
- 路人超能100（面具女）
- 斯黛拉的魔法（百武照、關信人）
- 排球少年！！烏野高中VS白鳥澤學園高中（女廣播）

2017年
- 偶像事變（小水流美香[4]）
- 小魔女學園（芭芭拉、烏拉爾女士[5]）
- 黑色推銷員NEW（影野映子）
- 偶像大師 灰姑娘女孩劇場（日野茜）
- 偶像大師 灰姑娘女孩劇場 2nd SEASON（日野茜）
- 青春歌舞伎（坪山霧湖）
- 不起眼女主角培育法♭（波島出海）
- Fate/Apocrypha（菲歐蕾·沃爾溫·千界樹）
- 舞動青春（緋山千夏）
- 帶著智慧型手機闖蕩異世界。（九重八重）
- 食戟之靈 餐之皿（薙切愛麗絲）
- 如果有妹妹就好了。（山縣綺羅良）

2018年
- 牙鬥獸娘（篠崎舞）
- 粗點心戰爭2（尾張一）
- 賽馬娘 Pretty Derby（老師、皇后貝雷、賽馬娘）
- 食戟之靈 餐之皿 遠月列車篇（薙切愛麗絲）
- 刀劍神域外傳 Gun Gale Online（不可次郎／篠原美優）
- Lostorage conflated WIXOSS（蒼井晶[6]）
- 最終休止符 -無止境的螺旋物語-（ルビー）
- 東京喰種:re（小坂依子）
- 偶像大師 灰姑娘女孩劇場 3rd SEASON（日野茜）
- 高分少女（大野真[7]、廣告旁白B）
- 我喜歡的妹妹不是妹妹（啊嘿顏雙V手勢老師[8]）
- 魔法禁書目錄III（絹旗最愛[9]）
- 只要別西卜大小姐喜歡就好（歐莉諾姆[10]）
- 東京喰種:re 第2期（安浦清子）
- 殺戮的天使（瑞吉兒的母親）

2019年
- 不吉波普不笑（日奈子）
- 關於我轉生變成史萊姆這檔事（銀嶺之翼）
- 偶像大師 灰姑娘女孩劇場 CLIMAX SEASON（日野茜、小貓熊）
- 魔法水果籃（滿）
- 異世界四重奏（菲魯特）
- 女高中生的虛度日常（笨蛋／田中望[11]）
- 滿月之戰GRANBELM（羅莎）
- 輕觸小發明 PIKACHIN-KIT（早田ヨネ）
- 在地下城尋求邂逅是否搞錯了什麼II（倭·命）
- 廚病激發BOY（聖瑞姬）
- 食戟之靈 神之皿（薙切愛麗絲）
- 高分少女II（大野真）

2020年
- 空挺Dragons（梅茵）
- 暗黑破壞神在身邊。（刻耳柏洛斯、八重、女學生B、小雪〈幼少期〉）
- 異種族風俗娘評鑑指南（梅史坦克）
- 異世界四重奏2（菲魯特）
- 排球少年！！TO THE TOP（女性記者）
- 食戟之靈 豪之皿（薙切愛麗絲）
- 名偵探柯南（樋口知實）
- 科學超電磁砲T（絹旗最愛）
- 在地下城尋求邂逅是否搞錯了什麼III（倭·命）
- 咒術迴戰（三輪霞）

2021年
- Re:從零開始的異世界生活 2nd season（菲魯特）
- 魔法水果籃 The Final（滿）
- 異世界魔王與召喚少女的奴隸魔術Ω（法妮絲·拉姆尼堤斯）
- 緋紅結繫（魯卡·崔佛斯）
- 神奇柑仔店（瀨川曜子）
- 我們的重製人生（慈照寺小百合）

2022年
- 受讚頌者 二人的白皇（杏樹）
- 在地下城尋求邂逅是否搞錯了什麼IV（倭·命）
- 轉生就是劍（搗蛋鬼蜘蛛）
- 聖劍傳說 Legend of Mana -The Teardrop Crystal-（貝兒）

2023年
- HIGH CARD 至高之牌（アイリス・モイーズ）
- 海盜戰記 SEASON 2（艾絲托莉茲）
- 再得一勝！（犬威凜架）
- 帶著智慧型手機闖蕩異世界。2（九重八重[12]）
- 百合是我的工作！（シマモト）
- 屍體如山的死亡遊戲（阿牙倉萬姬理）
- 死神少爺與黑女僕（幽靈）
- 雖然等級只有1級但固有技能是最強的（莉露[13]）
- 咒術迴戰 懷玉·玉折 / 澀谷事變（三輪霞）

2024年
- 不死不運（多比岡）
- Unnamed Memory 無名記憶（美蕾蒂娜[14]）
- 四處貼上吧！小狗（美子狗[15]）
- 鹿乃子乃子乃子虎視眈眈（燕谷千春[16]）
- Delico's Nursery（琪琪）
- Re:從零開始的異世界生活 3rd season（菲魯特[17]）
- 刀劍神域外傳 Gun Gale Online II（不可次郎／篠原美優[18]）
- 在地下城尋求邂逅是否搞錯了什麼V（倭·命[19]）
- 凍牌～地下麻將鬥牌錄～（桂木優[20]）

時期未定
- 暗部少女共棲（絹旗最愛[21]）

### OVA
2011年
- 奈奈與薰的SM日記（睦月由香里）

2013年
- 愛殺寶貝（折部安奈）

2014年
- 偷×看（游泳社長）
- 十三支演義～偃月三國傳～外傳『幽州幻夜』（關羽）

2015年
- 來自小狗天國的信（風花）

2016年
- 食戟之靈「巧的下町合戰」（薙切愛麗絲）
- 食戟之靈「暑假的繪里奈」（薙切愛麗絲）
- 在地下城尋求邂逅是否搞錯了什麼（倭·命）

2017年
- 食戟之靈 貳之皿「秋月的邂逅」（薙切愛麗絲）
- 食戟之靈 貳之皿「遠月十傑」（薙切愛麗絲）
- 為美好的世界獻上祝福！2（蘭）

### 動畫電影
2013年
- 小鳥遊六花·改 ～劇場版 中二病也想談戀愛！～（丹生谷森夏）
- 劇場版 魔法少女小圓[新編] 叛逆的物語（女學生）

2014年
- 劇場版 猛烈宇宙海賊 超空間的深淵（原田真希）

2015年
- 跳出星光樂園 大家的目標！偶像☆大賽（法露璐）

2016年
- 星光樂園 大家的憧憬♪ 去吧☆星光巴黎（法露璐、醬子）
- 加速世界 INFINITE∞BURST（月澤莉莎）

2017年
- 劇場版 TRINITY SEVEN -悠久圖書館與鍊金術少女-（伊利雅）

2018年
- 中二病也想談戀愛！-Take On Me-（丹生谷森夏[22]）
- 劇場版 星光樂園&星夢頻道～閃耀紀念LIVE～（法露璐）

2019年
- 劇場版 在地下城尋求邂逅是否搞錯了什麼 -獵戶座之箭-（倭·命）
- 不起眼女主角培育法 Fine（波島出海[23]）
- 劇場版 TRINITY SEVEN -天空圖書館與緋紅的魔王-（伊利雅）

2021年
- 銀河騎士傳 織愛之星（水城管制官）

2022年
- 地球外少年少女（美笹美衣奈[24]）

2025年
- 偶像學園×星光樂園 THE MOVIE -相遇的奇蹟！-（法露璐[25]）

### 網路動畫
2018年
- 想看她一臉嫌惡地露出褲褲（出雲伊織）[26]

### 遊戲
- 劍與魔法與學園（佐拉）
- 幻想水滸傳 交織的百年之時（艾菲爾[27]、尼瑪）
- 暮蟬悲鳴時 絆 第四卷·絆（リューン＝オーク）
- 問答魔法學院 天之學舍（荻愛兒）
- Wake Up, Girls! 舞台天使（立石碧香）
- 闇影詩章（乙姬近衛隊）

2012年
- 心連·情結 隨機預知（中山真理子）

2013年
- 女友伴身邊（甘利燈）
- 偶像大師 灰姑娘女孩（日野茜）

2015年
- 偶像大師 灰姑娘女孩 星光舞台（日野茜）
- 合奏女孩！（丸子美咲）
- 傳頌之物 虛偽的假面（杏樹）
- 不起眼女主角培育法 -blessing flowers-（波島出海）
- 刀劍神域 Lost Song（露科絲／柏坂日和）

2016年
- 傳頌之物 兩人的白皇（杏樹）
- 祝姬（黑神十重/鈴女）
- 偶像事變（小水流美香）
- 可塑性記憶（絹島滿[28]）
- 問答RPG 魔法使與黑貓維茲（雅姆貝爾‧凱）

2017年
- 盡情暢舞～少女們在祭典中盡情跳舞吧～（星野柚希[29]）
- 小魔女學園 時空魔法與七大不可思議（芭芭拉[30]）
- 戰艦少女R（高雄[31]）
- 閃耀幻想曲（セサミ、折部安奈、百武照、真木夏緒）

2019年
- 47 HEROINES（井口夏美）
- 魔法禁书目录 幻想收束（绢旗最爱）
- Crash Fever(台港澳版)（麒麟）
- 彈射世界（碧安卡）

2020年
- 碧藍幻想（帕緹亞）

2023年
- 宿命迴響（阿萊城姑娘）
- 崩壞：星穹鐵道 (艾絲妲)

時期未定
- 双叶家的姐弟（双叶宁子）

### 廣播劇CD
2011年
- 我的昧妹太××而睡不著CD（光[32]）

2012年
- 偶像大師 灰姑娘女孩 系列（日野茜[33]）
- 奈奈與薰的SM日記（睦月由香里）
- 光在地球之時……  - 單行本第5卷附贈廣播劇CD同梱版

2013年
- 和妹妹一起睡覺CD（美冬[34]）
- 聲優戰隊VOICETORM 7（VOICE7 / 七菜香華） - 漫畫附贈廣播劇CD[35]

2014年
- 我女友與青梅竹馬的慘烈修羅場（春咲千和） - 原作第8卷限定特裝版[36]
- 電波教師（柊曆） - 單行本12卷限定版附贈廣播劇CD
- 奇想天外融合CD vol.1 赤﨑千夏×渕上舞 [37]

2015年
- 穿越時空的龍王與邁向滅亡的魔女之國（烏琪·烏蜜·海茵朵菈[38]）
- 81 Label第1彈 81 Produce35周年記念企劃音頻劇CD 「紫電改的獵鷹」（春江）
- Lilycle - LIly LYric cyCLE - Vol.4〜6（春日井美緒[39]）
- 我太受歡迎了，該怎麼辦？ 5卷特裝版（二科志麻）

2016年
- 暗黑破壞神在身邊。（可魯貝洛斯[40]）
- 廣播劇CD Lilycle Vol.7『閃耀！？明星的條件！』（春日井美緒[41]） - 初回限定版封入

2017年
- Sister-in-law!（水無月安娜[42]）

2018年
- 這個王子有毒。（莉月） - 漫畫第7卷附贈廣播劇CD特裝版[43]
- 起・承・轉・結・序・破・急「我喜歡的妹妹不是妹妹 迷你廣播劇」（啊嘿顏雙V手勢老師）

2020年
- 彈珠汽水瓶裡的千歲同學（青海陽[44]）

### 廣播
- 鷲崎健の超ラジ!（超!A&G+、第79回2008年9月12日來賓出演）
- 超!A&Gミュージック+（超!A&G+、2008年10月8日 - 2009年2月25日）水曜パーソナリティ
- 赤崎千夏の超!A&Gミュージック+TV（超!A&G+、2009年3月4日 - 2009年9月23日）水曜パーソナリティ
- 超!A&Gミュージック+プレミアム 忌野清志郎追悼スペシャル（超!A&G+、2009年5月9日 - 2009年6月27日）ナビゲーター
- アンテナ+（超!A&G+、2009年10月8日 - 2011年10月2日）
- JAM2009 超!ナビゲーション（超!A&G+「超ラジ!Girls スペシャル・ステージ in JAM2009」内、2009年10月18日）
- 超!A&G+スペシャル「アニソン紅白2009 直前スペシャル!」（超!A&G+、2009年11月27日 - 12月18日）
- キングラン アニソン紅白2009（超!A&G+、2009年12月31日）ナビゲーター
- 東京国際アニメフェア2010 TAF☆TAHのLET’S TOUGH 生中継スペシャル（2010年3月26日）スタジオパーソナリティ
- 東京国際アニメフェア2010 超!ステーション スペシャル（2010年3月28日）レポーター
- アンテナ+ in 東京国際アニメ祭2010（超!A&G+：2010年10月22日、23日）
- キルミーベイベー 殺し屋ラジオ（HiBiKi Radio Station：2011年12月9日 - 2012年4月27日）

### 網絡播放
- 月刊ガガガチャンネル（NICONICO動畫『ガガガ放送局』チャンネル、2011年）

### 外語片配音
- 爱卡莉

### 其他
- Smile 光之美少女！ 音樂秀 〜心跳加速！學園七大不可思議大騷動!!〜（2012年，舞台）飾演 排球
- 灰姑娘寶劍（2012年，彈珠機）飾演 雅典娜
- CR忍魂（2013年，彈珠機）飾演 颯月[45]
- CR楓魂（2014年，彈珠機）飾演 颯月[46]
- WIXOSS WX06-CB02  T·A·P（WX-06）（2015年，交換卡片遊戲）插畫原案[47]
- 科學手刀（2015年、廣告）飾演 鈴園沙衣
- （2016年，雙六島搖籃[48]）
- 英雄教室 第7卷 音頻劇附贈下載序號限定版（2016年）飾演 艾菲恩（原創角色）[49]
- 南九州市市制施行10周年式典記念動畫（2017年）聲演 茶武士[50]
- 終末的後宮（2017年，音頻劇）飾演 神谷花蓮[51]

## 音樂CD
※粗體是動畫主題曲
| 發售日  | 標題                                                | 名義             | 樂曲                                                       | 商業搭配                                              | 規格編號       |
| 2012年  | 2012年                                              | 2012年           | 2012年                                                     | 2012年                                                | 2012年         |
| ------- | --------------------------------------------------- | ---------------- | ---------------------------------------------------------- | ----------------------------------------------------- | -------------- |
| 1月18日 | キルミーのベイベー!／ふたりのきもちのほんとのひみつ | やすなとソーニャ | 「キルミーのベイベー!」 「ふたりのきもちのほんとのひみつ」 | 電視動畫《愛殺寶貝》片頭曲 電視動畫《愛殺寶貝》片尾曲 | PCCG-1231 - 33 |

### 合輯
- テレビこどものうた! 女の子 #1 ラ♪ラ♪ラ♪スイートプリキュア♪（2011年6月29日、工藤真由のカバー）

## 外部連結
- 81 Produce的人物介紹頁面 （页面存档备份，存于） （日語）
- 赤崎千夏的X（前Twitter） （日語）